# Jan Bruins
Jan Bruins (Deventer, 27 mei 1940 - Deventer – 16 april 1997) was een Nederlandse oud-motorcoureur.

## Jeugd
Toen hij 16 jaar was stierf zijn vader en nam hij diens garage aan de Zwolseweg in Deventer over. Later begon hij een motorenzaak met werkplaats aan de Gashavenstraat in Deventer.

## Carrière
Bruins startte in 1961 in de motorsport. Tussen 1968 en 1975 was hij internationaal actief in de klasse 50cc voor verschillende teams. Zijn beste resultaat was het behalen van de winst in de Grand Prix-wegrace van Joegoslavië op het stratencircuit van Opatija op een Van Veen-Kreidler op zondag 18 juni 1972. In de daaropvolgende jaren reed hij onder andere voor Jamathi. In 1975 beëindigde hij zijn carrière.

## Overlijden
Jan Bruins overleed na een ziekbed op 56-jarige leeftijd op 16 april 1997.